# 巨文島事件
巨文島事件（きょぶんとうじけん、コムンドじけん、朝鮮語: 거문도 사건）またはポート・ハミルトン事件（ポート・ハミルトンじけん、英語: Port Hamilton incident）とは、朝鮮南部の巨文島（「ポート・ハミルトン」の別称がある）が1885年4月15日から1887年2月27日までのあいだ、イギリス海軍によって占拠された事件。1880年代初頭以来の朝鮮半島をめぐるイギリス・ロシア間の対立が背景にある。

## 概要

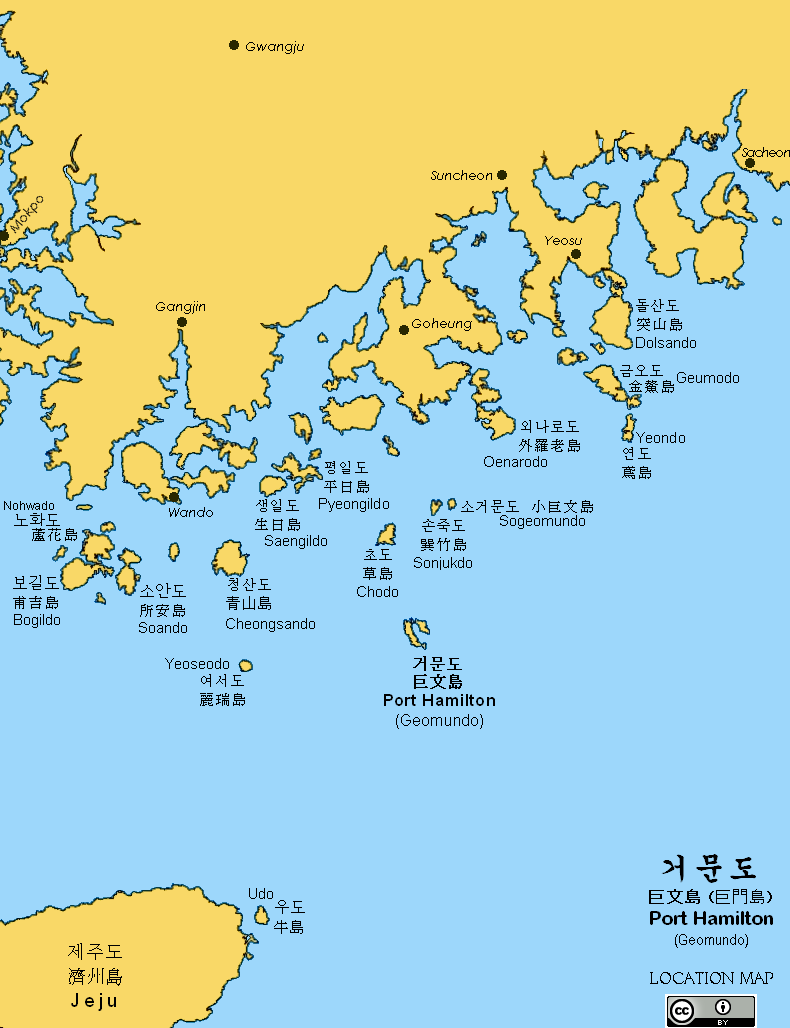
済州海峡における巨文島の位置

ロシア帝国は、全羅南道と済州島の間の多島海に位置するこの島を、ロシア極東艦隊の要路にあるところから、給炭港として利用しようと企図していた。また、イギリス政府としてはロシアと朝鮮との間で密約が結ばれる動き（露朝密約疑惑）を警戒していたが、政府が巨文島占領を決定した後も、そうした情報は内閣には届かなかった。しかし、イギリス海軍は、当時アフガニスタンにけるパンジェ紛争などでイギリスと緊迫した関係にあったロシアが、自国艦隊を江原道など日本海に面した地域に派遣し、そこを占領するであろうとみて、その対抗措置を講じたのである。

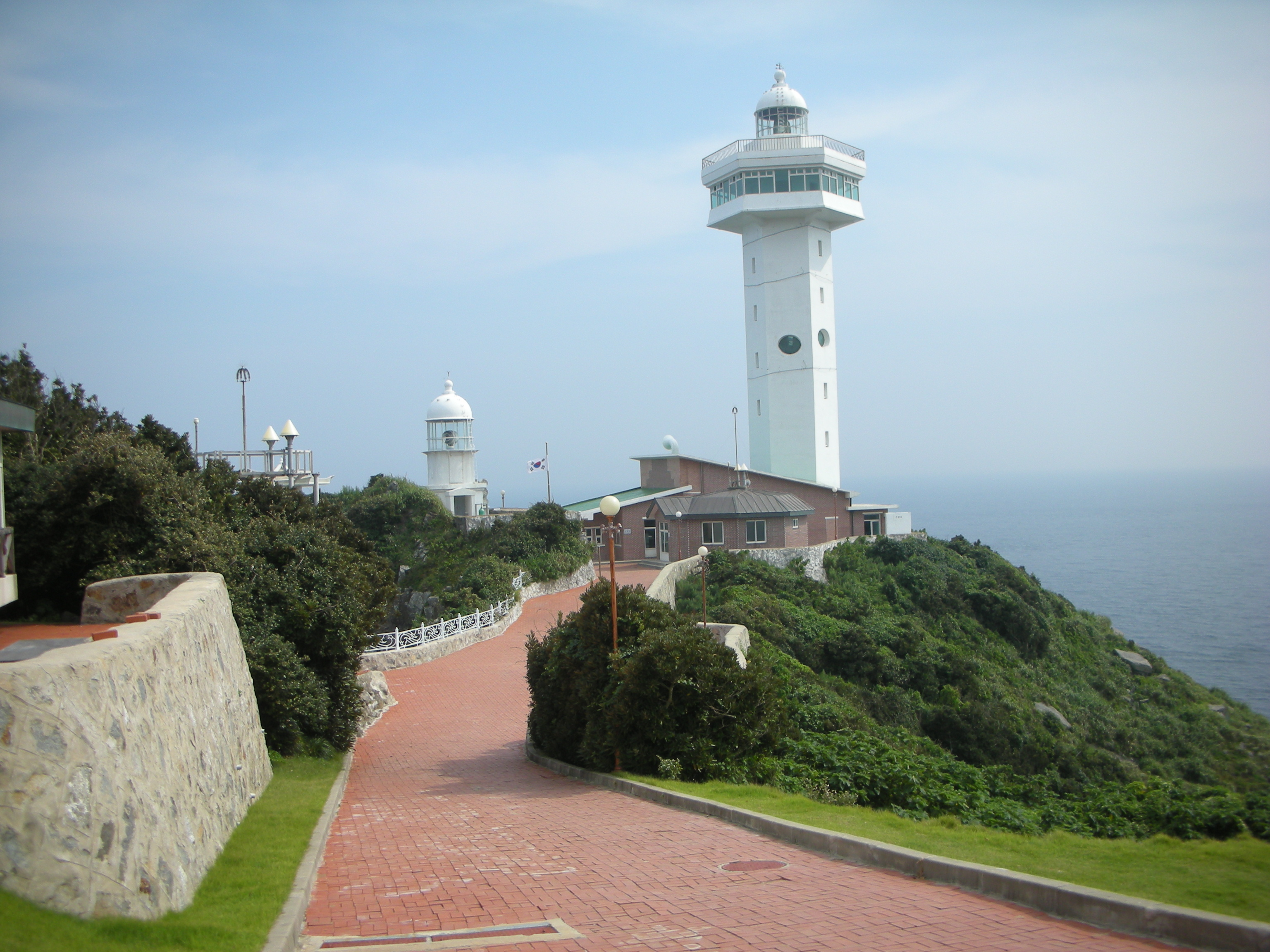
現在の巨文島灯台

1885年、海軍本部の命令を受けたイギリス東洋艦隊は3隻の軍艦、エイジャックス級装甲艦 "アガメムノン"、ドテレル級スクリュー・スループ艦 "ペガサス"、砲艦 "ファイアブランド"  を巨文島（ポート・ハミルトン）に派遣し、4月15日には同島を占拠し、そこに砲台を築いた。そして、清国と日本にこの事実を通告し、住民を動員して兵舎や防御施設を建て、また上海との間に電信線を敷設したのである。
この島の占領は、イギリスがありうべきロシアとの戦争に備え、清国以外の極東地域にイギリスの港湾を建設し、清国の主権と中立性が脅かされる可能性を軽減させることも大目的のひとつであった。もし英露間で戦争が起これば、この島はウラジオストクへの攻撃基地ともなりうるわけである。イギリスによる巨文島占領の通知が漢城（現、大韓民国ソウル特別市）の朝鮮外衙門に届いたのは、北京のイギリス駐清公使を通じてであり、占領開始から40日を経ていた。イギリス政府の公式声明では、島々の占領はロシアによる朝鮮の併合を阻止するためと説明された。しかし、朝鮮政府による事前の承諾を得たわけではなく、突如行われた不法占領であったため、当然のごとく閔氏政権はイギリスに抗議した。イギリスはこれを無視して占領を継続した。
朝鮮の閔氏政権はまた、現地調査のために、政府有司堂上の厳世永と外務協辦（外交顧問）を務めていたパウル・ゲオルク・フォン・メレンドルフ（穆麟徳）を派遣し、巨文島のイギリス海軍指揮官や長崎滞在のイギリス東洋艦隊司令官と交渉を行ったが、要領を得た回答を得ることはできなかった。イギリスは、巨文島を「第二の香港」とするべく既成事実化を進めた。
清国は、当初イギリスの占領を容認したが、ロシアからの圧力により、また、朝鮮問題に発言力を持つ北洋大臣李鴻章の強い反対によって撤退の意見に転じた。さらに、当時の駐日フランス公使などの外交筋や "ノーヴォエ・ヴレーミャ" といった新聞各紙は、ロシア側は永興湾に面した港湾都市 元山港（ポート・レザノフ） または 済州島 を奪取することでイギリスの占領に対抗するであろうとの観測を述べた。事実、ロシア帝国の駐朝鮮公使カール・イバノビッチ・ヴェーバーは、1886年、イギリスの行動に応じて朝鮮の一部、永興湾（咸鏡道）を占領することも辞さないとの声明を発した
この事件について1886年、李鴻章が駐清ロシア公使との交渉に乗り出し、ロシアから朝鮮の現状維持と朝鮮領土不可侵の確約を引き出して、1887年2月27日、ようやくイギリス海軍を撤退させた。アフガニスタンにおけるロシアの脅威が縮小したこともあり、イギリスも妥協して巨文島の基地を放棄することを決めたのである。撤退にあたっては既存の軍事施設を破壊したが、イギリス人はその後も巨文島をしばしば訪れた。
いずれにせよ、この事件では、東アジアの国際調停機能として清国の朝鮮に対する宗主権が有効にはたらいたものとみることができる。
イギリスが巨文島を占拠したとき、イギリスは、朝鮮政府ではなく、イギリス駐在清国大使の曽紀沢に通告を行っており、そして曽紀沢は、朝鮮政府に連絡することもなく占領を了承しており、国土の変更ですら清国大使の裁量次第であり、李氏朝鮮の外交交渉は、朝鮮政府ではなく清国を通して行われており、朝鮮の国事人事までも、清国政府が決めていた（朝鮮政府がメレンドルフを外務協弁から解任するときは、清国の李鴻章の承認を得て行っており、その後任にアメリカ人のメリル（英語: Henry F. Merrill）を派遣したのも李鴻章である）。

## 巨文島事件と日本
世界的にみれば、この事件は「グレート・ゲーム」と呼ばれる、アフガニスタンやトルコなどで繰り広げられた一連の英露対立の一環であった。この占領計画は以前、1875年7月にイギリス内閣によって検討されていたものだが、当時の外務大臣、ダービー伯エドワード・スタンリーによって、「悪しき前例になる」として却下された計画案であった。
明治時代を代表する知識人のひとりであった福沢諭吉は、金玉均らの朝鮮開化派を物心ともに援助したことで知られ、1884年12月の甲申事変における開化派クーデターの失敗には強い憤りと挫折感をいだいて、1885年3月16日の新聞『時事新報』に、第二次世界大戦後、「脱亜論」として知られることとなる無署名の社説を掲げている。福沢は巨文島事件について、不凍港を求めて南下政策を採るロシアの動きは朝鮮併合につながるものとみており、むしろこの島がイギリスによって保護されるのを好しとしたのであった。1885年6月27日の『時事新報』には、福沢は、以下のような一文を掲げている。
福沢諭吉の書生であった井上角五郎は、左議政金弘集、外衙門督弁金允植からの信頼が厚かったため、甲申事変後も朝鮮の外衙門顧問として漢城に滞留していた。井上は、朝鮮政府に対し、列国の駐朝鮮公使・領事の意見を参考にすべきであると提議したが、李鴻章配下の袁世凱から清国に一任すべき問題であると一蹴され、朝鮮国王高宗の外交顧問であったドイツ人メレンドルフもまた井上を難詰した。
1885年8月13日、福沢は『時事新報』に「朝鮮人民のためにその国の滅亡を賀す」との論説を掲げており、そのなかで巨文島事件にも言及している。
甲申事変後、対外的に手詰まり状態になっていた日本政府はこの論説の刺激的な題名と内容に驚き慌て、『時事新報』を「治安妨害」の理由で8月15日から1週間の発行停止処分とした。
なお、この島々を日本が領有することとなった1910年の韓国併合以降はイギリス人による巨文島訪問は頻繁ではなくなった。現在、島には10人のイギリス人水兵・海兵が埋葬されている。